# Магаданський час
| USZ1 | Калінінградський час | MSK-1 (UTC+2)  | 20:33 |
| MSK  | Московський час      | MSK (UTC+3)    | 21:33 |
| SAMT | Самарський час       | MSK+1 (UTC+4)  | 22:33 |
| YEKT | Єкатеринбурзький час | MSK+2 (UTC+5)  | 23:33 |
| OMST | Омський час          | MSK+3 (UTC+7)  | 00:33 |
| KRAT | Красноярський час    | MSK+4 (UTC+7)  | 01:33 |
| IRKT | Іркутський час       | MSK+5 (UTC+8)  | 02:33 |
| YAKT | Якутський час        | MSK+6 (UTC+9)  | 03:33 |
| VLAT | Владивостоцький час  | MSK+7 (UTC+10) | 04:33 |
| MAGT | Магаданський час     | MSK+8 (UTC+11) | 05:33 |
| PETT | Камчатський час      | MSK+9 (UTC+12) | 06:33 |

Магаданський час (рос. Магаданское время, MAGT) — умовна назва в Росії для часового поясу, що відрізняється на +11 годин від UTC (UTC+11) і на +8 годин від московського часу (MSK+8). У 2014—2016 роках умовно називався середньоколимським часом, оскільки в Магадані у цей період використовувався інший час.
Це офіційний час у східній частині Якутії, Магаданській та Сахалінській області.

## Джерело
- Федеральный закон от 03.06.2011 N 107-ФЗ «Об исчислении времени», статья 5 [Архівовано 30 вересня 2018 у Wayback Machine.] (рос.)